# 1 (album Zary Larsson)
1 – debiutancki album studyjny szwedzkiej piosenkarki Zary Larsson, wydany 1 października 2014 przez wytwórnię Record Company Ten oraz Universal Music.
Materiał zgromadzony na płycie składa się z 14 anglojęzycznych utworów, których autorami byli m.in. Tove Lo, Erik Hassle i Claude Kelly.
Album dotarł do 1. miejsca na oficjalnej liście sprzedaży w Szwecji i uzyskał certyfikat platynowej płyty w tym kraju za przekroczenie progu 40 tysięcy sprzedanych egzemplarzy. Płyta była ponadto notowana na 28. pozycji w Norwegii i 33. miejscu w Danii.
Wydawnictwo promowały single: „Bad Boys”, „Carry You Home”, „Rooftop” oraz „Weak Heart”.

## Lista utworów
| Nr  | Tytuł                     | Autorzy                                                                          | Czas  |
| --- | ------------------------- | -------------------------------------------------------------------------------- | ----- |
| 1.  | „Skippin a Beat”          | Kevin Figs, Rickard Göransson, Jacob Kasher Hindlin, Tove Lo                     | 2:44  |
| 2.  | „Wanna Be Your Baby”      | Claude Kelly, Colin Norman, Marcus Sepermanesh                                   | 3:05  |
| 3.  | „Rooftop”                 | Rickard Göransson, Mathieu Jomphe, Nick Ruth, Marcus Sepermanesh                 | 3:59  |
| 4.  | „Never Gonna Die”         | Ethan Lowery, Tommy Tysper                                                       | 3:46  |
| 5.  | „Carry You Home”          | Elof Loelv                                                                       | 4:15  |
| 6.  | „Can’t Hold Back”         | Melvin Hough II, Ashley Rose, Rivelino Wouter                                    | 3:41  |
| 7.  | „Weak Heart”              | Robert Habolin, Patrizia Helander, Marcus Sepermanesh                            | 3:00  |
| 8.  | „If I Was Your Girl”      | Tim Denéve, Ted Krotkiewski, Marcus Sepermanesh                                  | 2:40  |
| 9.  | „Secret”                  | Simon Hassle, Benjamin Johansson, Marcus Sepermanesh, Elina Stridh, Grace Tither | 2:44  |
| 10. | „Endless”                 | Grizzly, Erik Hassle, Daniel Ledinsky                                            | 2:47  |
| 11. | „Still In My Blood”       | Alx Reuterskiöld, Kim Wennerström                                                | 3:11  |
| 12. | „Uncover”                 | Robert Habolin, Gavin Jones, Marcus Sepermanesh                                  | 3:35  |
| 13. | „Bad Boys”                | Elof Loelv, Marcus Sepermanesh                                                   | 2:09  |
| 14. | „She’s Not Me, Pt. 1 & 2” | Elof Loelv, Marcus Sepermanesh                                                   | 5:33  |
|     |                           | Całkowita długość:                                                               | 47:09 |

## Pozycje na listach sprzedaży
| Kraj     | Lista sprzedaży (2014/2015) | Najwyższa pozycja | Certyfikat      | Sprzedaż |
| -------- | --------------------------- | ----------------- | --------------- | -------- |
| Dania    | Tracklisten                 | 33                | złota płyta     | 10 000+  |
| Norwegia | VG-Lista                    | 28                |                 |          |
| Szwecja  | Sverigetopplistan           | 1                 | platynowa płyta | 40 000+  |